# Звезда «ВКонтакте»
Звезда «ВКонтакте» — музыкальный конкурс, проводившийся петербургским «Пятым каналом». О наборе поэтов и музыкантов для конкурса было объявлено в феврале 2012 года, в состязании принимала участие и группа ведущих программы «Утро на 5».
Участие в конкурсе могли принимать все желающие молодые исполнители от 15 до 30 лет. Все участники загружали на официальный сайт проекта vk.com/zvezdagroup свои песни, и по результатам голосования составлялся список 10 лучших композиций по номинациям: «Популярная музыка», «Рок-музыка», «Электронная музыка» и «Хип-хоп проект». Все наиболее яркие моменты турнира появлялись в утреннем шоу на «Пятом канале».
В конкурсе приняли участие более полутора тысяч человек из России, с Украины, из Эстонии, Латвии, Белоруссии и Казахстана.
2 марта 2013 года в большом концертном зале «Октябрьский» состоялся финальный концерт и церемония вручения наград. Победителем в категории «Лучший хип-хоп проект» стал исполнитель из Пензы KReeD, он же взял Гран-при конкурса. В номинации «Рок-музыка» одержала победу группа Politiks (Санкт-Петербург), в номинации «Популярная музыка» — коллектив Out of Space, в категории «Электронная музыка» — Alex Curly. Приз зрительских симпатий получили Вера Новак (Москва) и Ирина Кулькова (Иваново).